# Varberg–Grenå

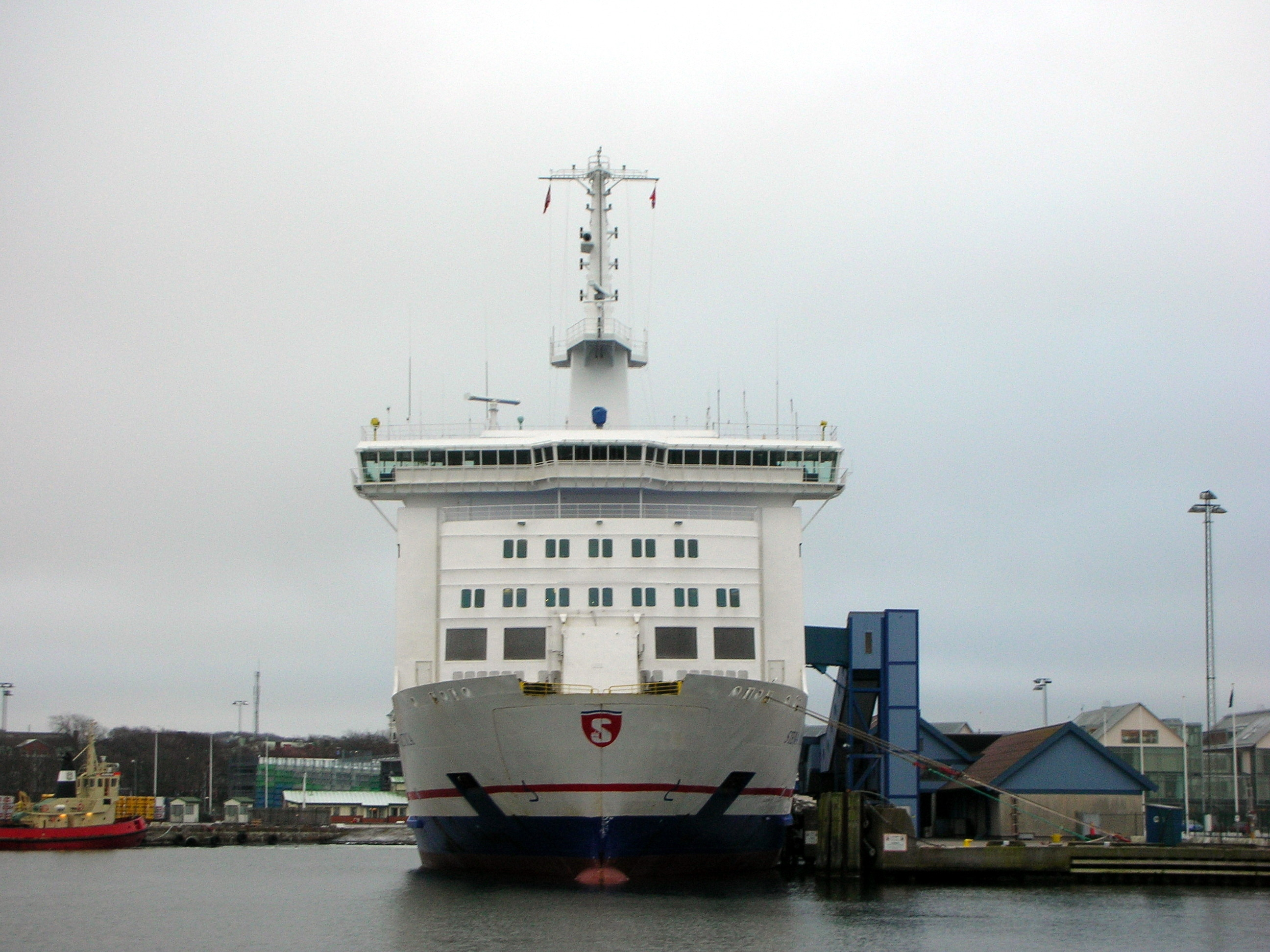
M/S Stena Nautica, 2010.

Färjelinjen Varberg–Grenå, marknadsförd som Europafärjan, var en rutt över Kattegatt, som trafikerades från 1960 till 2020, då anlöpet på den svenska sidan ändrades till Halmstad. Överfartstiden var fyra timmar.
Turen tog något längre tid än färjelinjen Göteborg–Frederikshavn. 
Färjelinjen öppnades 1960 och trafikerades till en början av ett norskt rederi med fartyget Europafergen och senare av Stena Line med fartyget Stena Nautica. 
Färjeläget i Varbergs hamn låg centralt i staden. Hamnen i Grenå ligger någon kilometer från centrum. Trafiken flyttade till färjelinjen Halmstad–Grenå 1 februari 2020.. 